# Llibres de l'Óssa Menor
Els llibres de l'Òssa Menor és una col·lecció de poesia catalana, creada per Josep Pedreira i Fernandez l'any 1949, en què aparegué el primer llibre: Les cançons d'Ariadna, de Salvador Espriu. La primera etapa va del 1949 al 1963, quan la col·lecció fou venuda a Edicions Aymà SAE. El 1966 s'integrà dins Edicions Proa, on ha continuat fins avui (2017).
Els 52 primers volums foren editats per Josep Pedreira i són els següents:
1. Les cançons d'Ariadna, de Salvador Espriu
2. Fidelitat, de Jordi Cots
3. Sonets - Elegia del mite - Nits més enllà del somni, de Josep Romeu i Figueras
4. Llengua de foc, de Pere Ribot
5. Poesies, de Màrius Torres
6. Elegies de Bierville, de Carles Riba
7. La nostra nit, d'Albert Manent
8. Les hores retrobades, de Joan Vinyoli
9. Obra lírica, de Salvador Espriu
10. Aurora per vosaltres, de Joan Perucho
11. Presència i record, de Rosa Leveroni
12. Salvatge cor, de Carles Riba
13. Vuit poetes: Rosa Leveroni, Salvador Espriu, Josep Romeu, J. Palau i Fabre, Joan Barat, Joan Perucho, Joan Triadú i Jordi Sarsanedas
14. Cant espiritual, de Blai Bonet
15. Pluges a l'erm, de Jaume Agelet i Garriga
16. Obra completa, de César Nogués
17. Més enllà dels sentits, de Ricard Permanyer
18. El príncep, de Joan Teixidor
19. Paraules al vent, de Miquel Martí i Pol
20. Viatge d'Octubre, de Tomàs Garcés
21. El mèdium, de Joan Perucho
22. El caminant i el mur, de Salvador Espriu
23. Poemes, d'Agustí Bartra
24. La rambla de les flors, de Jordi Sarsanedas
25. L'ombra perdurable, de Ricard Permanyer
26. El callat, de Joan Vinyoli
27. Sonets del balançat, de Marià Villangómez
28. Terra de naufragis, de Pere Quart
29. Quarta antologia poètica universitària (1952-1956)
30. Seguint el temps, de Joan Barat
31. Donzell amarg, de Vicenç Andrés Estellés
32. Per entrar en el regne, de Josep M. Andreu
33. D'allà on ve la veu, de Jordi Cots
34. Esbós de tres oratoris, de Carles Riba
35. Balades del bon pastor,de Jordi M. Pinell
36. Cinquena antologia poètica universitària (1956 -1958)
37. Si el gra no mor, de Mn. Pere Ribot
38. És a dir, de Clementina Arderiu
39. Intento de poema, de Josep M. Andreu
40. El temps de tants dits, de Joan Argenté
41. Paraules per a no dormir, de Joaquim Horta
42. El viatge, de Francesc Faus
43. Com llances, de Josep Vallverdú
44. Exili a Playamuertos, de Núria Sales
45. Cants terrenals, de Ramon Bech
46. Flama, de Miquel Dolç i Dolç
47. La mà pel front, de Núria Albó
48. Una bella història, de Miquel Bauçà
49. A tres veus, de Joan Colomines
50. Realitats, de Joan Vinyoli
51. Com el mar, de Lluís Serrahima
52. El magre menjar, de Lluís Alpera